# Eremaphanta vitellina
Eremaphanta vitellina là một loài ong trong họ Melittidae. Loài này được Morawitz miêu tả khoa học đầu tiên năm 1876.